# Russell Westbrook
Russell Westbrook III (Long Beach, 12 novembre 1988) è un cestista statunitense, professionista nella NBA con i Denver Nuggets.
È stato eletto MVP della stagione 2016-2017. Ha partecipato nove volte all'NBA All-Star Weekend, risultando miglior giocatore dell'evento nel 2015 e nel 2016.
Detiene il record di triple doppie realizzate in una stagione NBA, ossia 42 nella stagione 2016-17, nonché il record di triple doppie all-time nelle partite di regular-season. Considerato uno dei migliori cestisti dell’NBA e della sua generazione, Westbrook è l'unico giocatore nella storia della NBA ad aver realizzato per quattro volte di cui tre consecutive (2017, 2018, 2019 e 2021) una tripla doppia di media stagionale (per punti, assist e rimbalzi). Solo Oscar Robertson e Nikola Jokić  sono riusciti nell'impresa di una tripla doppia stagionale di media, rispettivamente nella stagione 1961-1962 e nella stagione 2024-25.

## Biografia
Russell Westbrook è nato a Long Beach, in California, da Russell Westbrook Jr. e Shannon Horton. Ha un fratello minore di nome Raynard. Crescendo a Hawthorne, Westbrook e il suo migliore amico Khelcey Barrs III nutrivano la speranza di andare a UCLA e giocare insieme. Nel maggio 2004, però, Barrs morì per un ingrossamento del cuore durante una partita.
Il 29 agosto 2015, Westbrook ha sposato la sua fidanzata del college Nina Earl. Il primo figlio della coppia, un maschio di nome Noah Russell Westbrook, è nato nel 2017. La coppia ha poi avuto due figlie gemelle nel 2018.

## Caratteristiche tecniche
È un giocatore dotato di grande foga agonistica, di ruolo playmaker; è molto bravo nel fornire assist, raccogliere rimbalzi e segnare in quanto dispone di grande tecnica individuale. È molto veloce e agile, oltre che dotato anche di ottime abilità di palleggio che gli consentono di effettuare crossover sugli avversari. Dispone pure di ottima elevazione, infatti spesso effettua delle schiacciate, anche spettacolari. Non è dotato di un buon tiro perimetrale: nella sua stagione da rookie ha chiuso con il 27% sui tiri da tre punti e, in generale, si è attestato su valori vicino al 30% nel corso della sua carriera.

### Critiche allo stile di gioco
Westbrook è considerato una delle superstar NBA più divisive degli ultimi anni.
Molti analisti, opinionisti ed ex giocatori NBA hanno messo in discussione lo stile di gioco di Westbrook, considerandolo poco favorevole a far vincere un titolo alla sua squadra: Westbrook, infatti, è stato accusato di essere uno stat-padder, ovvero di puntare a incrementare il proprio bottino personale di rimbalzi, punti e assist per ottenere la tripla doppia a discapito, però, dell'esito della partita stessa o delle statistiche personali dei propri compagni. In tutte e quattro le stagioni in cui Westbrook ha mantenuto una media da tripla doppia in regular-season, la sua squadra è poi sempre uscita al primo turno di play-off.
Molti altri, invece, hanno sottolineato che la percentuale di vittoria dei Thunder quando Westbrook ha firmato una tripla doppia è molto più alta rispetto a quando non vi è riuscito: nella stagione 2016-17, chiusa con la cifra record di 42 triple doppie, i Thunder vinsero 33 delle 42 partite (78.5%), ma ottennero soltanto 13 vittorie nelle rimanenti 39 (33.3%) nelle quali Westbrook non chiuse con una tripla doppia. Oscar Robertson si è espresso contro coloro che hanno accusato Westbrook di non aver mai vinto un titolo a causa del suo stile di gioco, egoistico e finalizzato alle sole statistiche personali, definendo le loro critiche "ridicole".

## Carriera

### Oklahoma City Thunder (2008-2019)

#### I primi anni nella lega (2008-2010)

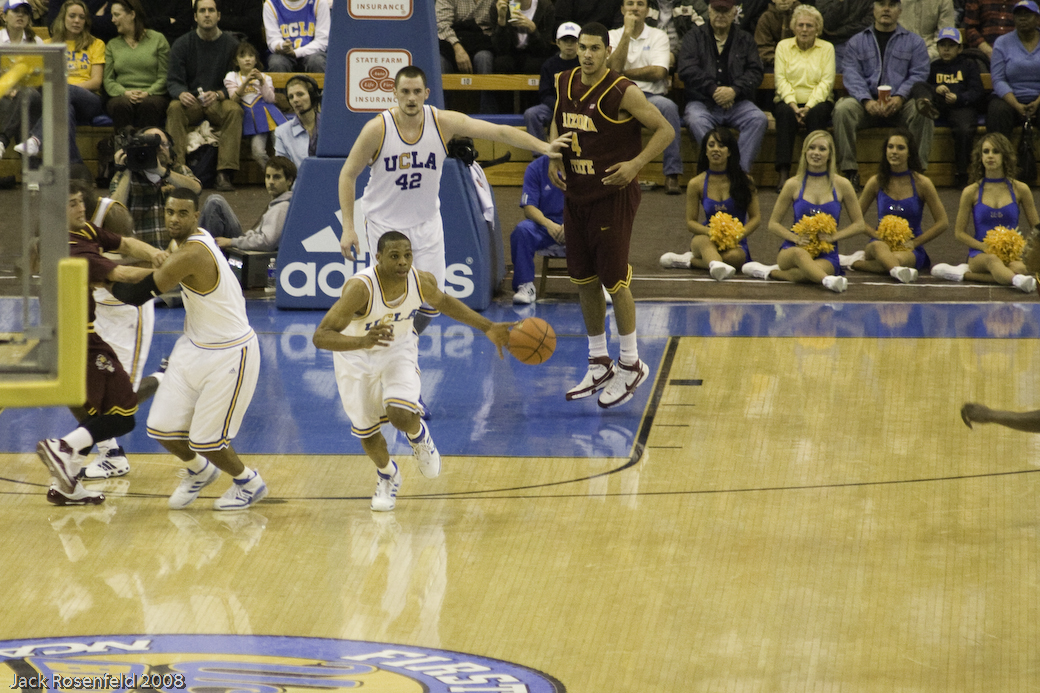
In contropiede con la maglia di UCLA al college

Dopo aver militato a livello universitario con UCLA per 2 anni, viene selezionato come quarta scelta assoluta del Draft NBA 2008 dai Seattle SuperSonics, poi divenuti Oklahoma City Thunder: viene apprezzato per la sua rapidità, la sua esplosività e le sue abilità difensive sul perimetro. Durante la stagione da rookie, mette a segno la sua prima tripla doppia nella vittoria contro i Dallas Mavericks: 17 punti, 10 rimbalzi, 10 assist.
Si conferma uno tra i migliori giocatori al primo anno, e si classifica quarto nelle votazioni per l'NBA Rookie of the Year. Viene, inoltre, nominato nella NBA All-Rookie First Team.
Nel suo anno da sophomore, durante il Rookie Challenge all'All Star Game di Dallas, nel 2010, i sophomore perdono contro i rookie nonostante i suoi 40 punti.
Il 4 aprile 2010 Westbrook fa registrare 10 punti e un massimo in carriera di 16 assist in una partita vinta 116-108 sui Minnesota Timberwolves. I Thunder raddoppiano il numero delle loro vittorie rispetto alla stagione precedente e si qualificano per i play-off con un record di 50-32. Tuttavia, al primo turno vengono eliminati dai Los Angeles Lakers, campioni in carica. Nella serie, Westbrook migliora le cifre rispetto alla stagione regolare, chiudendo con una media di 20.5 punti, 6 rimbalzi, 6 assist e 3.2 recuperi.

#### L'esplosione e la finale contro Miami (2010-2012)

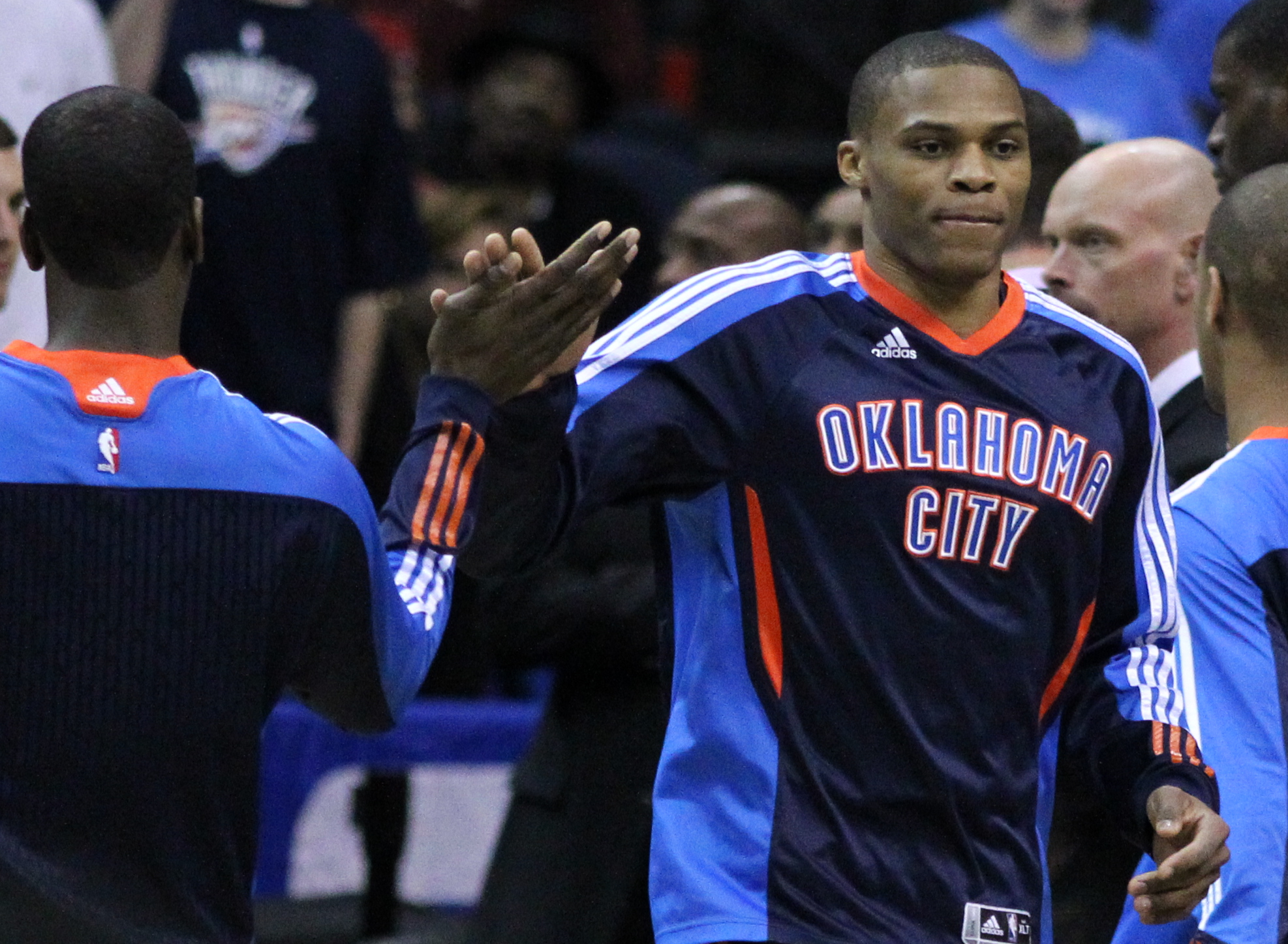
Westbrook nel marzo 2011

Durante la stagione 2010-2011 Russel esplode diventando uno dei migliori playmaker della NBA e uno dei più atletici, realizzando, tra l'altro, il suo carrer-high di rimbalzi, catturandone 15 contro i New Jersey Nets, e il suo massimo di punti in carriera (43) contro gli Indiana Pacers il 26 novembre 2010. Il 20 febbraio 2011 prende parte al suo primo NBA All-Star Game, giocando quattordici minuti e mettendo a referto 12 punti, 5 rimbalzi, 2 assist e 1 stoppata. Conclude la stagione con 21,9 punti di media a partita, 8,2 assist e 4,6 rimbalzi e tre triple doppie messe a segno, portando i Thunder alla quarta piazza assoluta, nella Western Conference, con un record di 55-27, apprestandosi a diventare una delle nuove stelle del panorama NBA.
Prima dell'inizio della stagione 2011-12, cominciata in ritardo a causa del lock-out, gli Oklahoma City Thunder vengono indicati come principale candidati al titolo insieme ai Miami Heat. Il 26 febbraio 2012 Westbrook viene convocato per l'All-Star Game, gioca ventisette minuti segnando 21 punti, catturando 5 rimbalzi e distribuendo 2 assist ai compagni. Il 23 marzo mette a segno il suo career-high di punti registrandone 45 contro i Minnesota Timberwolves di Kevin Love. Conclude la regular season con 23,6 punti, 5,5 assist e 4,6 rimbalzi in 35,3 minuti giocati a partita, portando coi compagni Kevin Durant (top scorer per il secondo anno di fila) e James Harden (miglior sesto uomo) i Thunder al secondo posto della conference dietro solo i San Antonio Spurs. Ai playoffs, dopo aver superato i campioni uscenti dei Dallas Mavericks (4-0) e i Los Angeles Lakers di Kobe Bryant (4-1), arrivano alle finali di conference contro gli esperti San Antonio Spurs di coach Gregg Popovich, che battono in rimonta (dopo lo 0-2 iniziale) per 4-2. Alle finali, però, sono sconfitti dai Miami Heat per 4-1: Westbrook segna 43 punti in gara 4. Russell conclude i play-off con la media di 23,1 punti, 5,5 rimbalzi e 5,8 assist.
Viene convocato per le Olimpiadi di Londra da Mike Krzyzewski, insieme ai compagni di squadra Durant e Harden. Gli viene assegnata la casacca numero 7. Con il Team USA vince la medaglia d'oro battendo in finale la Spagna dei fratelli Gasol.

#### L'infortunio al menisco (2012-2013)
Il 17 febbraio 2013 viene convocato per il suo terzo All-Star Game, in cui gioca diciotto minuti mettendo a referto 14 punti, 4 rimbalzi e 3 assist. Russell gioca un'altra buona stagione, riuscendo a portare OKC al primo posto della Western Conference, col secondo miglior record assoluto (60-22), alle spalle dei soliti Heat (66-16), che intanto sono riusciti nell'impresa di vincere 27 gare di fila. Conclude l'anno con 23,2 punti, 5,2 rimbalzi e 7,4 assist in 82 partite giocate tutte da titolare. Ai Playoffs affrontano al primo turno gli Houston Rockets dell'ex compagno di squadra James Harden. In gara 2, a gioco praticamente fermo perché era stato fischiato un time out, il rookie Patrick Beverley nella foga di rubargli il pallone gli cade rovinosamente addosso, provocandogli la rottura del menisco; il giocatore chiude così in anticipo la sua post-season, interrompendo una striscia di 445 partite consecutive giocate.

#### La consacrazione: miglior marcatore e la finale di conference (2013-2016)

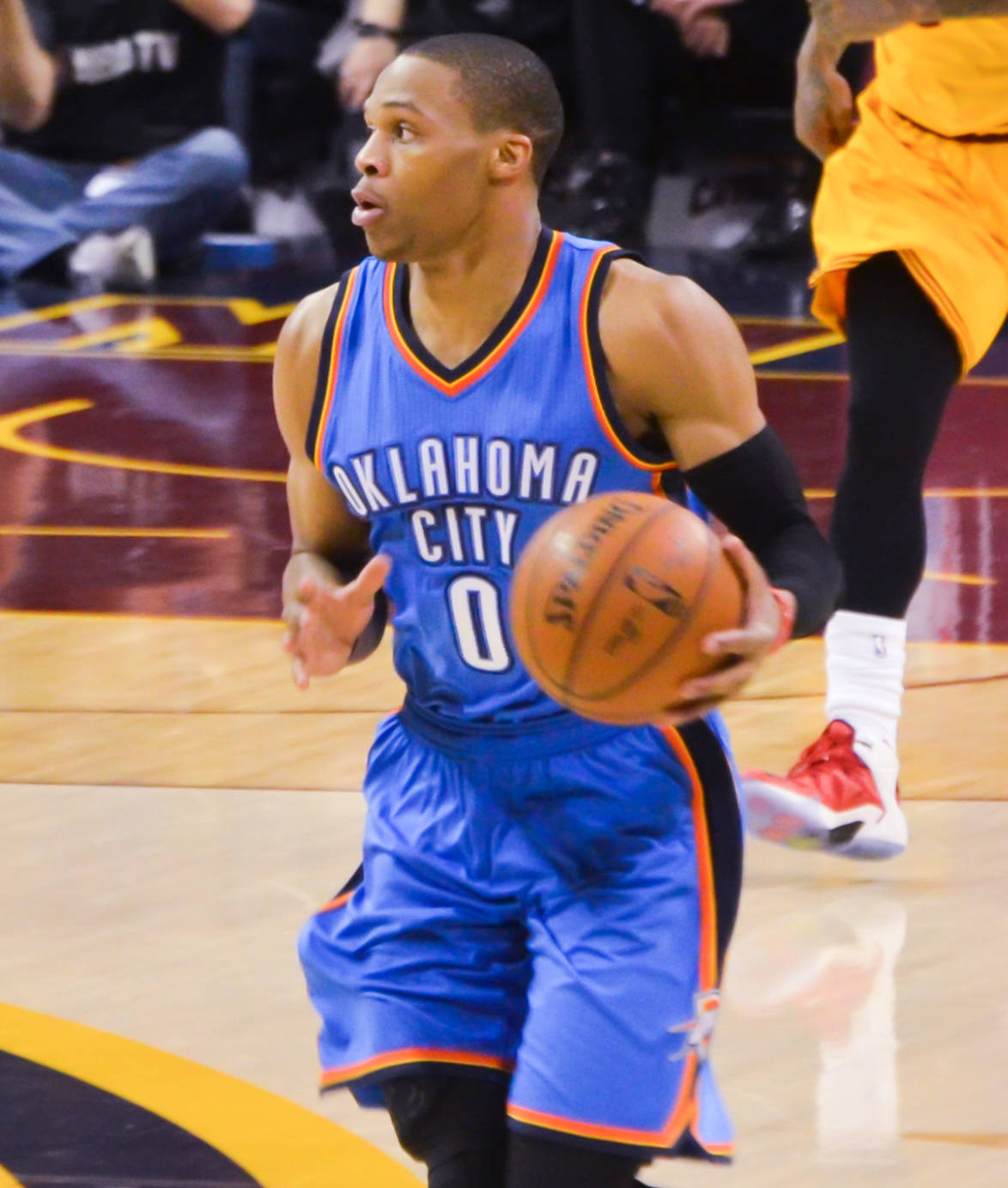
Russel Contro i Cleveland Cavaliers nel 2015

All'All Star Game 2015 viene nominato MVP della competizione, realizzando 41 punti (uno in meno del record di Wilt Chamberlain), di cui 27 nel primo tempo (record della competizione).
Nonostante le continue prestazioni eccezionali (per numeri, il miglior giocatore NBA nei tre mesi post All-Star Game), non riesce a condurre OKC ai play-off, mancando la post season per la prima volta in cinque anni. Viene però nominato miglior marcatore dell'NBA 2014-2015 con una media di 28,1 punti a partita in 67 partite giocate.
La stagione 2015-16 si apre in modo eccellente per Westbrook. Nella partita contro i San Antonio Spurs realizza 33 punti con 10 assist, e nella successiva partita contro i Magic addirittura 48 con 11 rimbalzi e 8 assist, aiutando i Thunder a portare a casa la partita dopo due overtime.
Viene rinominato MVP dell'All Star Game di Toronto dopo una prestazione da 31 punti, aiutando l'ovest a vincere.
Contro i Milwaukee Bucks, nella sfida del 6 marzo 2016, registra la decima tripla doppia della stagione e tre giorni più tardi contro i Los Angeles Clippers fa registrare un'altra tripla doppia da 25 punti, 11 rimbalzi e 20 assist (realizzando il suo record di assist) regalando la vittoria ai Thunder.
Nel marzo 2016 realizza 7 triple doppie, tra cui 4 consecutive, record NBA, condiviso con Michael Jordan.

Conclude la stagione con le medie di 23,5 punti, 10,4 assist e 7,8 rimbalzi a partita, arrivando quarto nella corsa al premio di MVP.

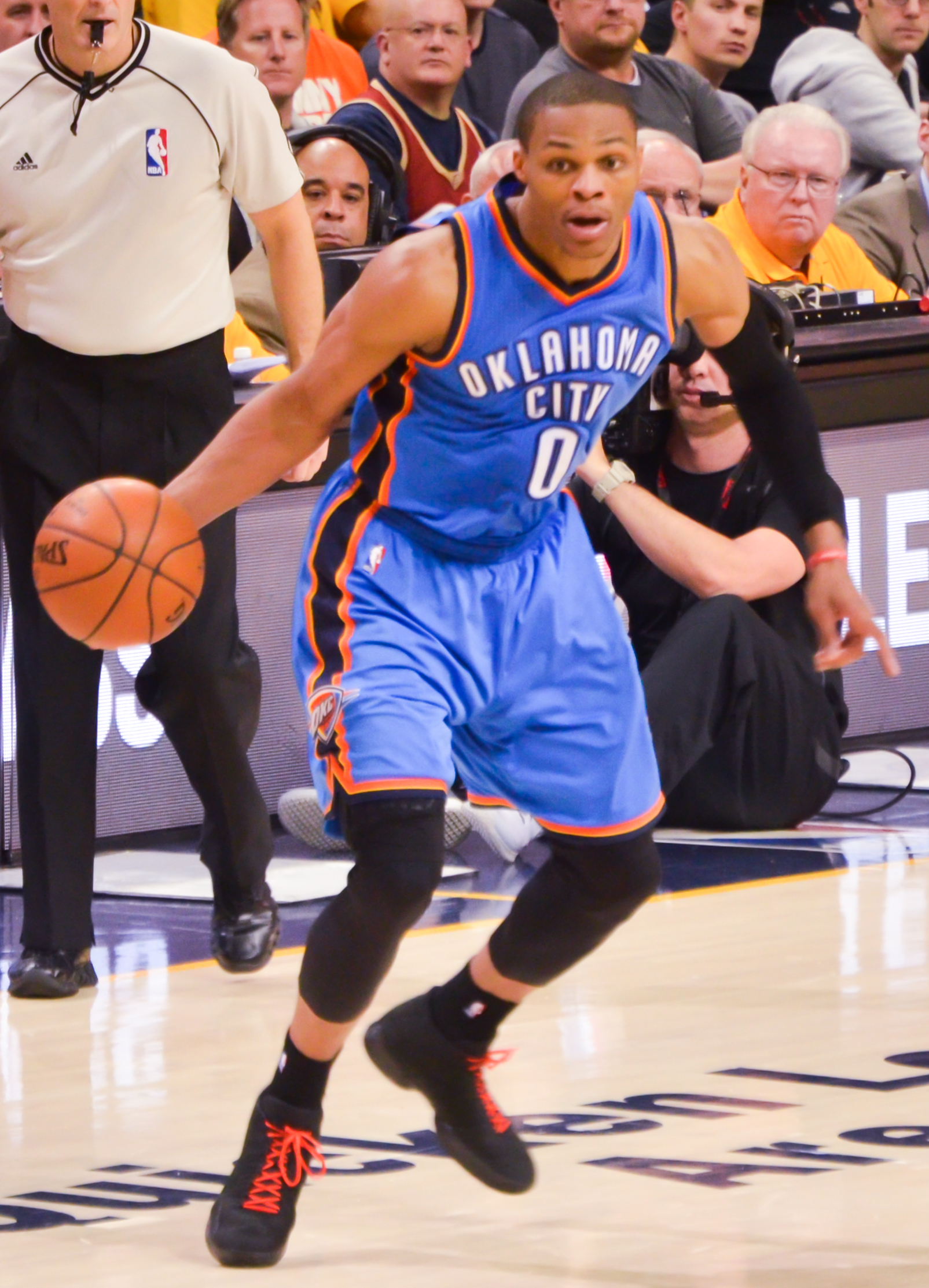
Westbrook mentre si appresta a effettuare un crossover

Dopo aver eliminato i Mavericks e gli Spurs ai play-off, i Thunder affrontano i Golden State Warriors campioni uscenti. In gara-4 Westbrook, grazie a 35 punti, 11 assist e 11 rimbalzi, diventa il primo giocatore dopo Jerry West a realizzare una tripla doppia con almeno 35 punti ai campioni uscenti. I Thunder, nonostante un vantaggio di 3-1, perdono le restanti tre partite, inclusa una gara 6 in cui Westbrook perde numerose palle nel finale di gara, ed escono per 4-3.

#### L'addio di Kevin Durant, il titolo di MVP e le tre triple doppia di media (2016-2019)
Dopo un'estate che vide il passaggio del compagno Kevin Durant ai Golden State Warriors (oltre che di Serge Ibaka agli Orlando Magic), Westbrook disputa una stagione di alto livello, stabilendo o eguagliando alcuni record relativi alle triple doppie. Sul finire del 2016 e ad aprile ne realizza 7 consecutive, al pari di Michael Jordan e Oscar Robertson: solo Wilt Chamberlain seppe fare di meglio, toccando quota 9. Dopo aver preso parte come riserva all'All-Star Game, nell'aprile del 2017 diventa il secondo giocatore, dopo Oscar Robertson, a concludere una stagione con una tripla doppia di media (31.6 punti, 10.7 rimbalzi e 10.4 assist); supera inoltre il record di 41 triple doppie stagionali (in una partita contro i Nuggets) stabilito dallo stesso Robertson nel 1962, e consegue un ulteriore primato realizzando, in tre occasioni, una tripla doppia con almeno 50 punti. Grazie ai 31,6 punti di media, inoltre, diventa il miglior realizzatore della regular season, tenendo la seconda media più alta degli ultimi undici anni. I Thunder si qualificano con il sesto posto ai Playoff, ma vengono sconfitti al primo turno dagli Houston Rockets nonostante ottime prestazioni da parte di Westbrook. Viene poi nominato MVP della regular season, battendo la concorrenza di James Harden e Kawhi Leonard.

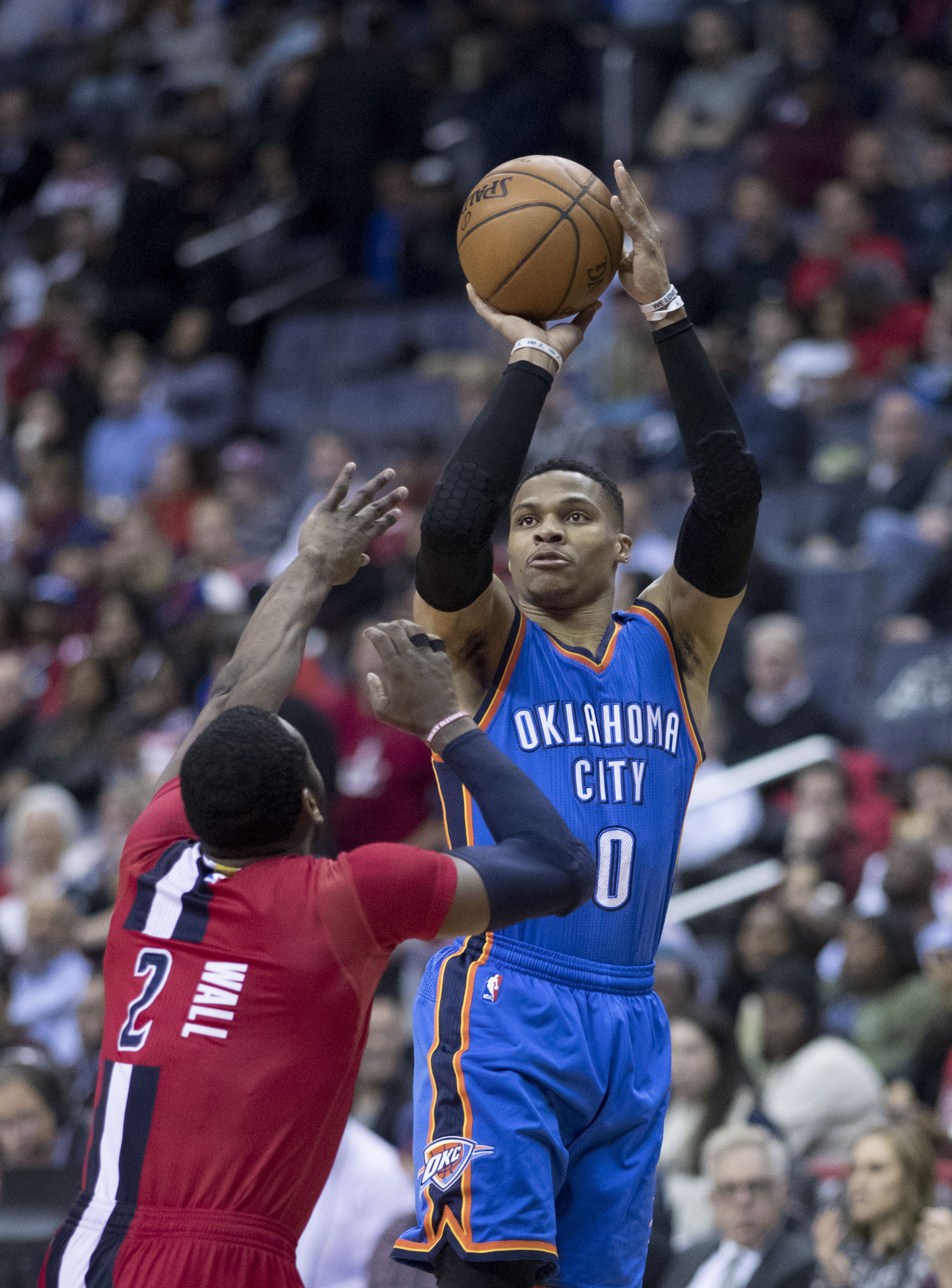
Westbrook nella sua stagione da MVP

La stagione successiva vede grandi novità in casa Oklahoma City. La dirigenza cede infatti Victor Oladipo e Domantas Sabonis agli Indiana Pacers in cambio dell'all-star Paul George, per poi acquistare via trade Carmelo Anthony. Westbrook mantenne nuovamente una tripla-doppia di media (primo nella storia a riuscirci), portando i Thunder al quarto posto nella Western Conference. Nei Playoff, però, i Thunder vengono eliminati in sei gare al primo turno dagli Utah Jazz, trascinati dal rookie Donovan Mitchell.
La dirigenza si dimostra nuovamente attiva nella free-agency, scambiando Carmelo Anthony per Dennis Schröder. A inizio stagione Westbrook supera Jason Kidd al terzo posto per triple doppie realizzate in carriera. L’11 febbraio realizza la decima tripla doppia consecutiva superando il record di Wilt Chamberlain.
Il 3 aprile 2019 diventa il secondo giocatore (dopo Wilt Chamberlain nel 1968) a mettere a referto una tripla doppia da almeno 20 punti, 20 assist e 20 rimbalzi (21 gli assist totali per lui) in occasione della vittoria per 119-103 sui Los Angeles Lakers. A fine anno, per la terza volta consecutiva, chiude la stagione con una tripla doppia di media.

### Houston Rockets (2019-2020)

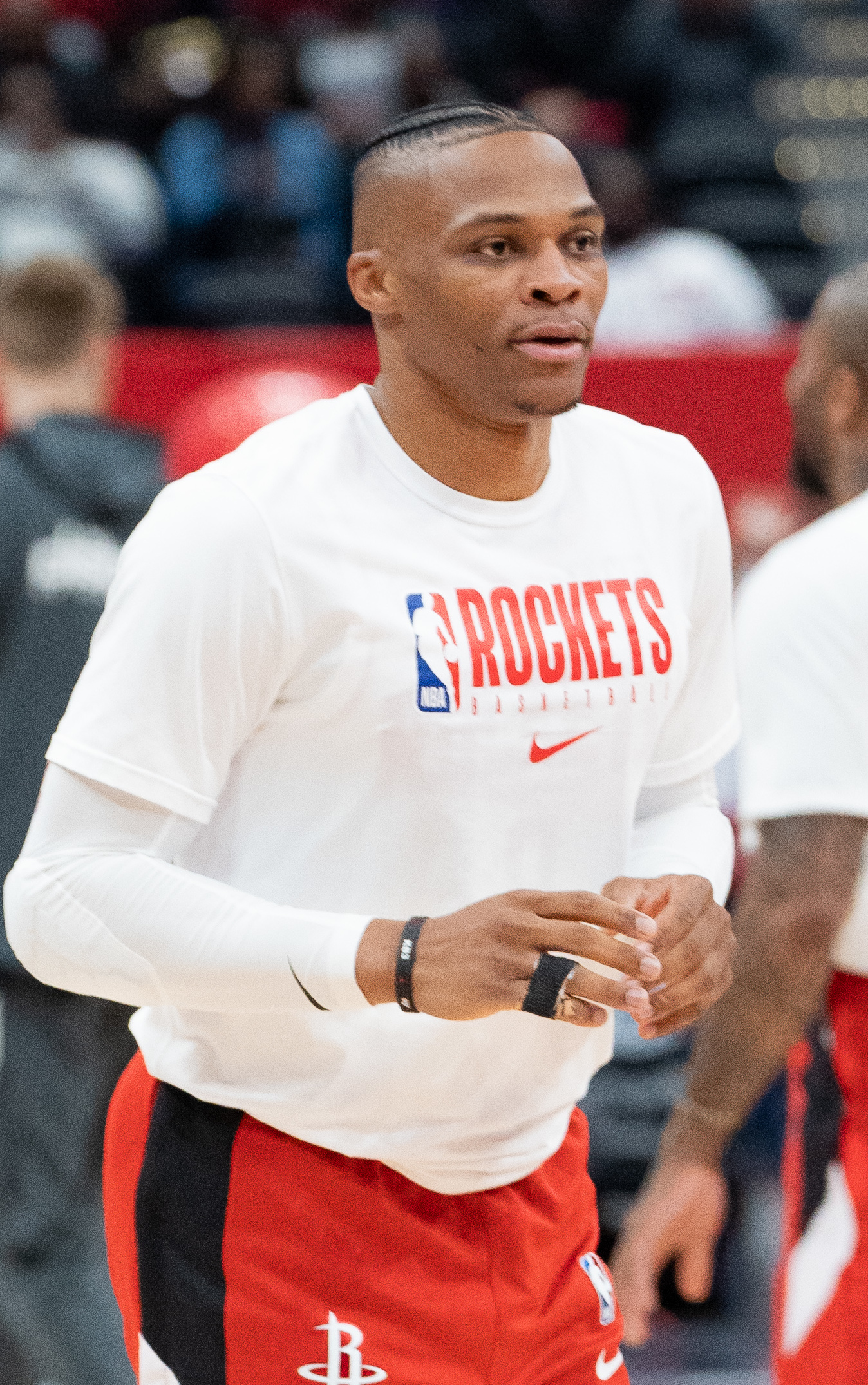
Westbrook nella stagione 2019-20 agli Houston Rockets

Il 16 luglio 2019 viene ufficializzato il suo passaggio agli Houston Rockets in cambio di Chris Paul, due prime scelte protette e altre chiamate. In regular season si conferma ai suoi livelli con 27.2 punti di media a partita, ottenendo l'accesso ai play-off con il quarto miglior record ad ovest (44-28).
La stagione NBA viene sospesa a partire da marzo a causa della pandemia di COVID-19. A luglio, Westbrook risulta positivo al COVID-19, ma si riprende e ritorna in campo più tardi nella bolla di Orlando per la ripartenza della lega. Nella terza partita di ritorno, Westbrook si stira il quadricipite destro e salta quattro delle cinque rimanenti partite di stagione regolare. Salta, inoltre, le prime quattro partite della serie inaugurale dei playoff contro Oklahoma City. Disputa, al ritorno in campo, dei play-off sottotono risultando poco incisivo al primo turno contro gli Oklahoma City Thunder (I Rockets superano il turno dopo la vittoria in gara 7), sia successivamente in semifinale contro i Los Angeles Lakers, futuri campioni, che eliminano i Rockets 4-1, nonostante una buona partita in gara 1, vinta da Houston, da 24 punti, 9 rimbalzi e 6 assist.

### Washington Wizards (2020-2021)
Il 2 dicembre 2020 viene scambiato con i Washington Wizards per John Wall e una prima scelta al Draft 2023. Il 30 marzo 2021 Westbrook realizza nella partita vinta contro i Pacers una tripla doppia da 35 punti, 14 rimbalzi e 21 assist, il secondo a effettuarne una con 35+ punti e 20+ assist nella storia della Lega dopo Wilt Chamberlain; questa è la sua sedicesima tripla doppia in maglia Wizards, che lo porta a superare il record di franchigia (15) detenuto da Darrell Walker. Nel mese di aprile 2021 riesce a superare il record di Wilt Chamberlain per numero di triple doppie segnate in un mese (11), segnandone ben 14 in 17 partite. Il 4 maggio 2021, dopo aver totalizzato nella vittoria contro i Pacers 14 punti, 21 rimbalzi (suo massimo in carriera) e 24 assist (pareggiando la sua migliore prestazione in assoluto), Westbrook è già sicuro di chiudere la sua quarta stagione con una tripla doppia di media; inoltre, per la seconda volta in carriera, ha firmato una tripla doppia da almeno 20 punti e 20 rimbalzi (WIlt Chamberlain è l'unico altro giocatore della storia NBA ad aver terminato una partita con una tripla doppia da almeno 20 assist e 20 rimbalzi). L'8 maggio 2021, nella partita vinta all'overtime 133-132 contro gli Indiana Pacers, realizza la sua 181ª tripla doppia (33 punti, 19 rimbalzi e 15 assist) raggiungendo così Oscar Robertson per numero di triple doppie in carriera. Il 10 maggio 2021 Westbrook fa registrare 28 punti, 13 rimbalzi e 21 assist nella partita persa in over-time sul campo degli Atlanta Hawks: è la sua 182ª tripla doppia in carriera in regular-season, il che lo colloca al primo posto assoluto in questa classifica, superando il record stabilito da Oscar Robertson nel 1974; Robertson era stato leader di questa speciale classifica per 59 anni, a partire dalla stagione 1961-62. Diventa, inoltre, il quarto giocatore della storia (dopo Oscar Robertson, LeBron James e Gary Payton) ad aver messo a referto almeno 20.000 punti e 8.000 assist in carriera.
Grazie alle prestazioni record di Westbrook e Beal, il quale chiude al secondo posto della classifica marcatori in regular-season, i Wizards chiudono la stagione all'ottavo posto nella Eastern Conference, che permette alla squadra della capitale di guadagnarsi l'accesso ai play-in, un risultato assolutamente inaspettato solo un mese prima: il 7 aprile, infatti, i ragazzi guidati da coach Scott Brooks sono molto indietro in classifica, con 17 vittorie a fronte di 32 sconfitte; da allora, però, i Wizards inanellano una serie di vittorie, perdendo soltanto 6 delle ultime 33 partite disputate. L'ultima gara della stagione viene vinta in rimonta 115-110 sul parquet di casa contro gli Hornets: vittoria condita dall'ennesima tripla doppia di Russell Westbrook, la 184ª in carriera e la 38ª in stagione, da 23 punti, 15 rimbalzi e 10 assist.
Dopo l'agevole vittoria 142-115 in casa contro gli Indiana Pacers, nella seconda partita dei play-in, Washington avanza con la testa di serie numero 8 ai play-off 2021: è l'undicesima volta nelle ultime dodici stagioni che Westbrook disputa la post-season NBA. I suoi Washington Wizards, tuttavia, subiscono un 4-1 nella serie di primo turno contro i Philadelphia 76ers.

### Los Angeles Lakers (2021-23)
Il 6 agosto 2021 passa ai Los Angeles Lakers, che ricevono anche tre future seconde scelte, in cambio di Kentavious Caldwell-Pope, Montrezl Harrell, Kyle Kuzma e la scelta numero 22 del draft 2021 Isaiah Jackson. I Lakers iniziano la stagione da favoriti al titolo, ma collassano miseramente mancando persino i play-in con Russ protagonista di prestazioni opache.

### Los Angeles Clippers (2023-2024)
Il 20 febbraio 2023, dopo essere stato ceduto agli Utah Jazz da parte dei Lakers, ritorna a Los Angeles in sponda Clippers. Debutta il 25 febbraio contro i Sacramento Kings, dove mette a segno 17 punti, 5 rimbalzi e 14 assist. Una buona prestazione che però non basta per far vincere i Clippers, sconfitti 175-176 dopo due tempi supplementari (nella seconda partita con il punteggio più alto della storia NBA).

### Nazionale

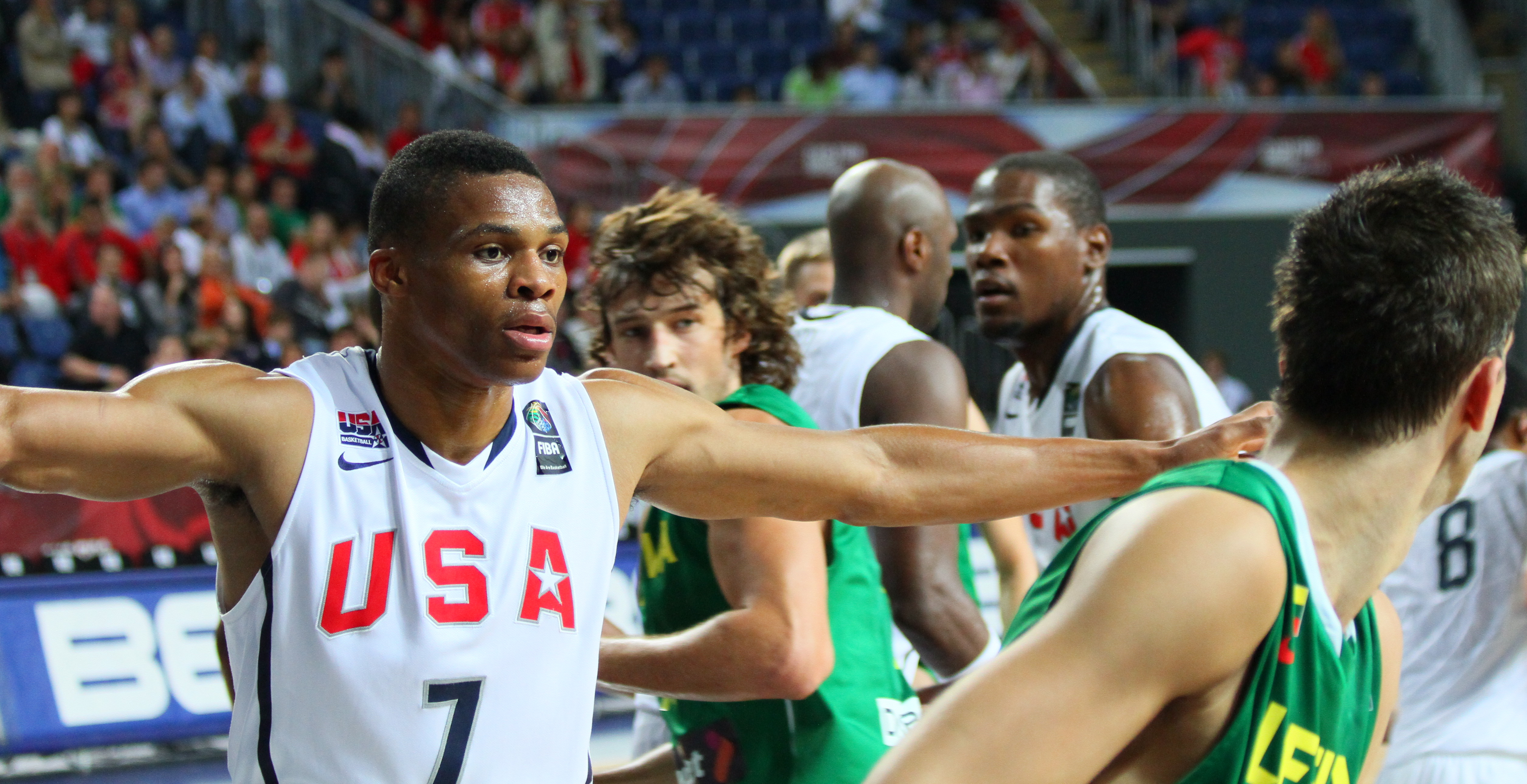
Russell Westbrook (sinistra) in azione con la Nazionale statunitense contro la Lituania

Viene convocato da Mike Krzyzewski per partecipare al Campionato mondiale maschile di pallacanestro 2010 con la nazionale statunitense, insieme al (all'epoca) compagno di squadra Kevin Durant, con la quale vince la medaglia d'oro.
Partecipa alle Olimpiadi del 2012 con il Team USA, vincendo la medaglia d'oro. Decide, come molti altri atleti della NBA, di non partecipare alle successive Olimpiadi di Rio De Janeiro del 2016.

## Fuori dal campo
Westbrook ha preso parte ad una puntata della sitcom Henry Danger.

## Riferimenti nella cultura di massa
Russell Westbrook viene citato nella canzone "a m a r i" di J. Cole, il quale, dopo aver menzionato il suo nome, nomina anche la celebre esultanza del cestista "rock-a-baby".
Anche Kendrick Lamar ha citato il cestista in una delle sue canzoni, in particolare il rapper di Compton cita "Brodie" nel singolo "The Heart Pt. 4", che nel 2017 ha preceduto l'album "DAMN.".

## Statistiche
| * | Primo nella lega |

### NCAA
| Anno      | Squadra     | PG | PT | MP   | TC%  | 3P%  | TL%  | RP  | AP  | PRP | SP  | PP   |
| --------- | ----------- | -- | -- | ---- | ---- | ---- | ---- | --- | --- | --- | --- | ---- |
| 2006-2007 | UCLA Bruins | 36 | 1  | 9,0  | 45,7 | 40,9 | 54,8 | 0,8 | 0,6 | 0,4 | 0,0 | 3,4  |
| 2007-2008 | UCLA Bruins | 39 | 34 | 33,8 | 46,5 | 33,8 | 71,3 | 3,9 | 4,3 | 1,6 | 1,2 | 12,7 |
| Carriera  | Carriera    | 75 | 35 | 21,9 | 46,4 | 35,4 | 68,5 | 2,4 | 2,5 | 1,0 | 0,1 | 8,3  |

#### Massimi in carriera
- Massimo di punti: 22 vs Memphis (5 aprile 2008)[78]
- Massimo di rimbalzi: 11 (2 volte)
- Massimo di assist: 9 vs Youngstown State (12 novembre 2007)
- Massimo di palle rubate: 5 vs Oregon (23 febbraio 2008)
- Massimo di stoppate: 1 (8 volte)
- Massimo di minuti giocati: 43 vs Stanford (6 marzo 2008)

### NBA

#### Regular Season
| Anno      | Squadra          | PG    | PT    | MP   | TC%  | 3P%  | TL%  | RP   | AP    | PRP | SP  | PP    |
| --------- | ---------------- | ----- | ----- | ---- | ---- | ---- | ---- | ---- | ----- | --- | --- | ----- |
| 2008-2009 | Oklahoma Thunder | 82    | 65    | 32,5 | 39,8 | 27,1 | 81,5 | 4,9  | 5,3   | 1,3 | 0,2 | 15,3  |
| 2009-2010 | Oklahoma Thunder | 82    | 82    | 34,3 | 41,8 | 22,1 | 78,0 | 4,9  | 8,0   | 1,3 | 0,4 | 16,1  |
| 2010-2011 | Oklahoma Thunder | 82    | 82    | 34,7 | 44,2 | 33,0 | 84,2 | 4,6  | 8,2   | 1,9 | 0,4 | 21,9  |
| 2011-2012 | Oklahoma Thunder | 66    | 66    | 35,3 | 45,7 | 31,6 | 82,3 | 4,6  | 5,5   | 1,7 | 0,3 | 23,6  |
| 2012-2013 | Oklahoma Thunder | 82    | 82    | 34,9 | 43,8 | 32,3 | 80,0 | 5,2  | 7,4   | 1,8 | 0,3 | 23,2  |
| 2013-2014 | Oklahoma Thunder | 46    | 46    | 30,7 | 43,7 | 31,8 | 82,6 | 5,7  | 6,9   | 1,9 | 0,2 | 21,8  |
| 2014-2015 | Oklahoma Thunder | 67    | 67    | 34,4 | 42,6 | 29,9 | 83,5 | 7,3  | 8,6   | 2,1 | 0,2 | 28,1* |
| 2015-2016 | Oklahoma Thunder | 80    | 80    | 34,4 | 45,4 | 29,6 | 81,2 | 7,8  | 10,4  | 2,0 | 0,3 | 23,5  |
| 2016-2017 | Oklahoma Thunder | 81    | 81    | 34,6 | 42,5 | 34,3 | 84,5 | 10,7 | 10,4  | 1,6 | 0,4 | 31,6* |
| 2017-2018 | Oklahoma Thunder | 80    | 80    | 36,4 | 44,9 | 29,8 | 73,7 | 10,1 | 10,3* | 1,8 | 0,3 | 25,4  |
| 2018-2019 | Oklahoma Thunder | 73    | 73    | 36,0 | 42,8 | 29,0 | 65,6 | 11,1 | 10,7* | 1,9 | 0,5 | 22,9  |
| 2019-2020 | Houston Rockets  | 57    | 57    | 35,9 | 47,2 | 25,8 | 76,3 | 7,9  | 7,0   | 1,6 | 0,4 | 27,2  |
| 2020-2021 | Wash. Wizards    | 65    | 65    | 36,4 | 43,9 | 31,5 | 65,6 | 11,5 | 11,7* | 1,4 | 0,4 | 22,2  |
| 2021-2022 | L.A. Lakers      | 78    | 78    | 34,3 | 44,4 | 29,8 | 66,7 | 7,4  | 7,1   | 1,0 | 0,3 | 18,5  |
| 2022-2023 | L.A. Lakers      | 52    | 3     | 28,7 | 41,7 | 29,6 | 65,5 | 6,2  | 7,5   | 1,0 | 0,4 | 15,9  |
| 2022-2023 | L.A. Clippers    | 21    | 21    | 30,2 | 48,9 | 35,6 | 65,8 | 4,9  | 7,6   | 1,1 | 0,5 | 15,8  |
| 2023-2024 | L.A. Clippers    | 68    | 11    | 22,5 | 45,4 | 27,3 | 68,8 | 5,0  | 4,5   | 1,1 | 0,3 | 11,1  |
| 2024-2025 | Denver Nuggets   | 75    | 36    | 27,9 | 44,9 | 32,3 | 66,1 | 4,9  | 6,1   | 1,4 | 0,5 | 13,3  |
| Carriera  | Carriera         | 1.237 | 1.075 | 33,3 | 43,9 | 30,5 | 77,2 | 7,0  | 8,0   | 1,6 | 0,3 | 21,2  |
| All-Star  | All-Star         | 9     | 2     | 22,4 | 50,6 | 33,8 | 58,8 | 5,2  | 3,8   | 1,4 | 0,0 | 21,6  |

#### Play-off
| Anno     | Squadra          | PG  | PT  | MP   | TC%  | 3P%  | TL%  | RP   | AP    | PRP  | SP  | PP    |
| -------- | ---------------- | --- | --- | ---- | ---- | ---- | ---- | ---- | ----- | ---- | --- | ----- |
| 2010     | Oklahoma Thunder | 6   | 6   | 35,3 | 47,3 | 41,7 | 84,2 | 6,0  | 6,0   | 1,7  | 0,2 | 20,5  |
| 2011     | Oklahoma Thunder | 17  | 17  | 37,5 | 39,4 | 29,2 | 85,2 | 5,4  | 6,4   | 1,4  | 0,4 | 23,8  |
| 2012     | Oklahoma Thunder | 20  | 20  | 38,4 | 43,5 | 27,7 | 80,2 | 5,5  | 5,8   | 1,6  | 0,4 | 23,1  |
| 2013     | Oklahoma Thunder | 2   | 2   | 34,0 | 41,5 | 22,2 | 85,7 | 6,5  | 7,0   | 3,0  | 0,0 | 24,0  |
| 2014     | Oklahoma Thunder | 19  | 19  | 38,7 | 42,0 | 28,0 | 88,4 | 7,3  | 8,1   | 2,2  | 0,3 | 26,7  |
| 2016     | Oklahoma Thunder | 18  | 18  | 37,4 | 40,5 | 32,4 | 82,9 | 6,9  | 11,0* | 2,6  | 0,1 | 26,0  |
| 2017     | Oklahoma Thunder | 5   | 5   | 38,8 | 38,8 | 26,5 | 80,0 | 11,6 | 10,8* | 2,4* | 0,4 | 37,4* |
| 2018     | Oklahoma Thunder | 6   | 6   | 39,2 | 39,8 | 35,7 | 82,5 | 12,0 | 7,5   | 1,5  | 0,0 | 29,3  |
| 2019     | Oklahoma Thunder | 5   | 5   | 39,4 | 36,0 | 32,4 | 88,5 | 8,8  | 10,6* | 1,0  | 0,6 | 22,8  |
| 2020     | Houston Rockets  | 8   | 8   | 32,8 | 42,1 | 24,2 | 53,2 | 7,0  | 4,6   | 1,5  | 0,3 | 17,9  |
| 2021     | Wash. Wizards    | 5   | 5   | 37,2 | 33,3 | 25,0 | 79,1 | 10,4 | 11,8* | 0,4  | 0,2 | 19,0  |
| 2023     | L.A. Clippers    | 5   | 5   | 38,4 | 41,0 | 35,7 | 88,0 | 7,6  | 7,4   | 1,2  | 1,4 | 23,6  |
| 2024     | L.A. Clippers    | 6   | 0   | 19,0 | 26,0 | 23,5 | 61,5 | 4,2  | 1,7   | 1,2  | 0,5 | 6,3   |
| 2025     | Denver Nuggets   | 13  | 0   | 24,1 | 39,1 | 31,7 | 70,0 | 3,7  | 2,6   | 0,9  | 0,1 | 11,7  |
| Carriera | Carriera         | 135 | 116 | 35,5 | 40,5 | 29,9 | 82,0 | 6,7  | 7,1   | 1,7  | 0,3 | 22,5  |

#### Massimi in carriera
- Massimo di punti: 58 vs Portland Trail Blazers (8 marzo 2017)[79]
- Massimo di rimbalzi: 21 (2 volte)
- Massimo di assist: 24 (2 volte)
- Massimo di palle rubate: 8 vs Golden State Warriors (6 febbraio 2010)
- Massimo di stoppate: 4 (3 volte)
- Massimo di minuti giocati: 52 vs Philadelphia 76ers (15 dicembre 2017)

### Record

#### Assoluti
- Uno dei tre giocatori, insieme a Oscar Robertson e successivamente Nikola Jokic, ad aver mantenuto una tripla doppia di media in una regular season NBA (31,6 PPG, 10,4 APG, 10,7 RPG).[37]
- Unico giocatore ad aver mantenuto una tripla doppia di media per 4 stagioni NBA (2016-17, 2017-18, 2018-19 e 2020-2021)
- Giocatore con il maggior numero di triple doppie in carriera nella regular-season NBA[4] (203)
- Giocatore con il maggior numero di triple doppie in una regular season NBA (42).[38]
- Secondo per triple doppie da almeno 50 punti nella storia dell'NBA (3) dietro al solo James Harden a quota 4.[38]
- Unico giocatore ad aver realizzato una tripla doppia per 10 partite di fila
- Uno dei tre giocatori, assieme a Wilt Chamberlain e successivamente Nikola Jokic, ad aver totalizzato in una singola partita NBA, 20 punti, 20 rimbalzi e 20 assist (il 2 aprile 2019, nella vittoria interna contro i Los Angeles Lakers).[42]

## Palmarès

### NBA
- MVP della regular season: 1

2017
- NBA All-Rookie First Team (2009)
- 9 volte NBA All-Star (2011, 2012, 2013, 2015, 2016, 2017, 2018, 2019, 2020)
- All-NBA Team: 9

First Team: 2016, 2017
Second Team: 2011, 2012, 2013, 2015, 2018
Third Team: 2019, 2020
- MVP dell'All-Star Game: 2

2015, 2016
- Miglior marcatore della stagione: 2

(2015, 2017)
- Miglior assistman della stagione: 3

(2018, 2019, 2021)
- Ventitreesimo miglior marcatore di sempre sommando ABA e NBA
- Ventesimo miglior marcatore di sempre NBA
- Ottavo per numero di assist di sempre NBA
- Sedicesimo miglior giocatore per palle rubate di sempre NBA
- Inserito nel NBA 75th Anniversary Team

### Nazionale
- : oro olimpico

Giochi della XXX Olimpiade
- : oro mondiale

Turchia 2010